# エル・マリアッチ
『エル・マリアッチ』（El Mariachi）は、1993年公開のアメリカ合衆国とメキシコ合作のアクション映画。ロバート・ロドリゲスのマリアッチ3部作の一作目。

## 概要
7000ドルという低予算で制作されたが完成度の高さから、当時無名であった監督ロバート・ロドリゲスを一躍有名にさせた。
続編にあたる『デスペラード』では主役のエル・マリアッチをアントニオ・バンデラスが演じており、本作でマリアッチを演じていたカルロス・ガラルドーはマリアッチの仲間の一人である二丁マシンガン使いのカンパ役として再出演している。

## ストーリー
メキシコの小さな田舎町アクーナで、刑務所を脱獄したギャングのボスアズールが、盗んだ金をひとり占めした昔の仲間モーリシオ（現在は違う組織のギャングのボス）の配下を皆殺しにしていた。アズールは黒いギターケースにマシンガンを入れ、黒い衣装に身を包んでいた。手下を殺されたことに激怒したモーリシオは、彼の行方を追い、町中に黒いギター・ケースを持った黒服の男を探し出すよう指令を出す。一方、黒いギターケースを抱えたとあるマリアッチが仕事を探してやってきた。何も知らぬマリアッチはホテルにチェックインするが、フロントが彼をアズールと勘違いし、モーリシオに知らせたために殺し屋達がホテルへ彼を始末にやってきた。自分が殺し屋に狙われている事を知ったマリアッチはホテルから逃げきるが、その際に4人の殺し屋を殺してしまう。行き場の無くなったマリアッチは、仕事の売り込みに立ち寄ったバーの美しい経営者であるドミノにかくまってもらう。二人はお互いに惹かれあっていくが、彼女はモーリシオの愛人の一人である事が明らかになる。

## キャスト
- エル・マリアッチ - カルロス・ガラルドー
- ドミノ - コンスエロ・ゴメス
- ビゴトン - ジェイム・デ・ホヨス
- モーリシオ - ピーター・マルカルド
- アズール - レイノル・マルティネス

## スタッフ
- 監督：ロバート・ロドリゲス
- 製作：ロバート・ロドリゲス、カルロス・ガラルドー
- 脚本：ロバート・ロドリゲス